# Skorupy
Skorupy – wieś sołecka w Polsce położona w województwie mazowieckim, w powiecie otwockim, w gminie Kołbiel.

## Historia
Pierwsze informacje o tej wiosce pochodzą z mapy Królestwa Polskiego z 1839 roku. W źródle tym widnieje pod nazwą Skorupi. Wieś ta została założona przez wścieli Kołbieli. Do 1864 roku należała do dóbr kołbielskich (będącą własnością Markowskich). W 1864 roku uwłaszczona została ziemia dworska. Wyniku tego powstało tu 8 gospodarstw na 155 morgach. Od tego momentu stała się samodzielną miejscowością w gminie Kołbiel. Pod koniec XIX wieku zaczęto nazywać tę miejscowość Skorupki lub Skorupy. W 1921 roku w miejscowości znajdowało się 15 domów i liczyła ona 93 mieszkańców. W latach 1975–1998 miejscowość administracyjnie należała do województwa siedleckiego.
Wierni Kościoła rzymskokatolickiego należą do parafii Świętej Trójcy w Kołbieli.